# Султанов, Мухамедьяр Мухаметшарипович
Мухамедьяр Мухаметшарипович Султа́нов (тат. Мөхәммәдьяр Мөхәммәтшәрип улы Солтанов, баш. Мөхәммәтйәр Мөхәммәтшәрип улы Солтанов; 1837—1915) — мусульманский религиозный деятель, пятый муфтий Оренбургского магометанского духовного собрания (1886—1915).

## Биография
Родился в селе Мастеево (Мачти,Мачтеево) Байсаровской волости Мензелинского уезда (ныне не существует, входила в Актанышский район Республики Татарстан).
происходил из дворянского рода Султановых. Башкирские историки описывают Султановых, как башкирский дворянский род, однако согласно архивным документам, некоторые из Султановых причислялись к башкирскому сословию, а часть к дворянам.
Учился в Казанском университете.
В 1857—1859 годах Мухамедьяр Султанов служил в чертежной командующего Башкиро-мещерякским войском, а в период 1861—1866 годах — начальника 20-го и 7-го Мензелинского кантонов. После отмены системы кантонного управления, в 1866—1885 годах выполнял обязанности мирового посредника, мирового судьи Мензелинского и Белебеевского уездов Уфимской губернии. Мухамедьяр Мухаметшарипович также являлся директором и членом ряда губернских попечительских комитетов.
В 1886 году утверждён на должность муфтия и председателя Оренбургского магометанского духовного собрания.
В 1893 году совершил хадж, был принят халифом и османским султаном Абдул-Хамидом II, прошел курс занятий по акиде (Исламской догматике) в Бейруте.
В начале Первой мировой войны шейх-уль-ислам Османской империи призвал мусульман стран Антанты (в том числе и России) объявить «священную войну» своим правительствам. В ответ муфтий Султанов призвал российских мусульман выступить против единоверной Османской империи.
Умер в 1915 году. Похоронен на территории Первой соборной мечети в Уфе.

## Волос пророка, подаренный М. Султанову
В марте 1893 года султан подарил Султанову волос пророка Мухаммеда. Эта реликвия до 1961 года постоянно демонстрировалась Духовным управлением мусульман Европейской часть СССР и Сибири. В 1954 году председатель Совета по делам религиозных культов И. В. Полянский дал указание Уполномоченному Совета по Башкирской АССР не ограничивать Духовное управление в демонстрации волоса Пророка. После смерти Полянского, в 1961 году советские власти запретили демонстрацию этой реликвии.

## Награды
- Орден Святого Станислава 1-й степени, 1888.
- Орден «Османие» 2-й степени, 19.03.1893.
- Орден Святой Анны 1-й степени, 1896.
- Орден Святого апостола Андрея Первозванного, 1898.